# 腺齿蔷薇
腺齿蔷薇（学名：Rosa albertii），为蔷薇科蔷薇属下的一个植物种。